# Vincent Biarnès
Pour les articles homonymes, voir Biarnes.
Vincent Biarnès, né le 21 mars 1974, est un navigateur et un skipper français.

## Biographie
C’est à 8 ans que Vincent Biarnès découvre la voile grâce à son père, « voileux amateur » mais très bon bricoleur, qui lui fabrique un Optimist, ainsi qu’à son frère ainé. Le virus de la voile est ainsi inoculé et ne quittera plus le marin Breton qui tirera ses premiers bords devant les « Sept îles »
Vincent Biarnès est un pur produit de la formation maritime bretonne. Issue de la filière sportive des Côtes d’Armor ce natif de Perros Guirec de 37 ans, il a navigué sur tous les supports qui forment un champion: Optimist, 420, Laser, First Class 8, Melges 24, Mumm 30.
Fier de ses origines, Vincent Biarnès a intégré le Team Baie de Saint Brieuc afin de devenir l’ambassadeur de son territoire.
La voile et plus encore la course au large sont des sports où l’expérience prime par-dessus tout. Vincent Biarnès a multiplié les navigations sur des bateaux différents et possède un palmarès étoffé.
Il fut notamment champion de France d’Open 5.7 en 2010 et Vice-Champion de France de Match Racing, discipline considérée comme l’anti-chambre de la prestigieuse America’s Cup.
C’est la septième participation de Vincent Biarnès à la Solitaire du Figaro.
Lors de sa première participation il manque la place, si symbolique, de premier Bizuth pour moins de 10 minutes, victime d’une panne de pilote automatique, juste derrière Nicolas Lunven, futur vainqueur de la course.

## Palmarès
Dériveur
Début à huit ans en optimist

Champion de France, 2 championnats d’Europe, un championnat du Monde

2 saisons de 420 avec Yann ELIES et Philippe BIARNES 

1 saison de laser
First Class 8
2e au national 2002 et 2004
Melges 24
4e au national UK 2005

7e au championnat de France 2005, 8e au championnat d’Europe 2005 (torquay, UK)
Longtze
1er au Grand prix de l’école Navale 2009

3e à la semaine de Deauville 2009

2e à la Bodensee cup (Suisse) 2009
Match racing
39e au classement mondial (2007)

3e au championnat de France 2006

Vice champion de France 2010
Mumm 30 
8 tours de France à la voile

Skipper du bateau Côtes d’Armor de 2000 à 2004

5e en 2005, 3e amateur en 2004. Plusieurs victoires d’étapes

9e au championnat d’Europe 2004
Figaro
Skipper du Figaro Prati bûches en 2011 et 2012

Skipper du bateau Côtes d’Armor en 2007 et 2008

13e à la solitaire du figaro 2008

16e à la solitaire du figaro 2007 (2e bizuth)

6e au Tour de bretagne  2007 (avec T.Le Guillerm) et 2009 (avec G.Mahé)

8e à la finale du championnat de France des solitaires 2007

Transat ag2r 2008 avec E.Tabarly

1er au national 2003 Tacticien sur Générali (Skipper Elies)

2e au national 2004 Tacticien sur Générali (Skipper Elies)

7e au national 2005 Tacticien sur Thalès (Skipper Tabarly)

8e au national  2002 Tacticien sur volkswagen (Skipper Beyou)